# Carlos López-Cantera

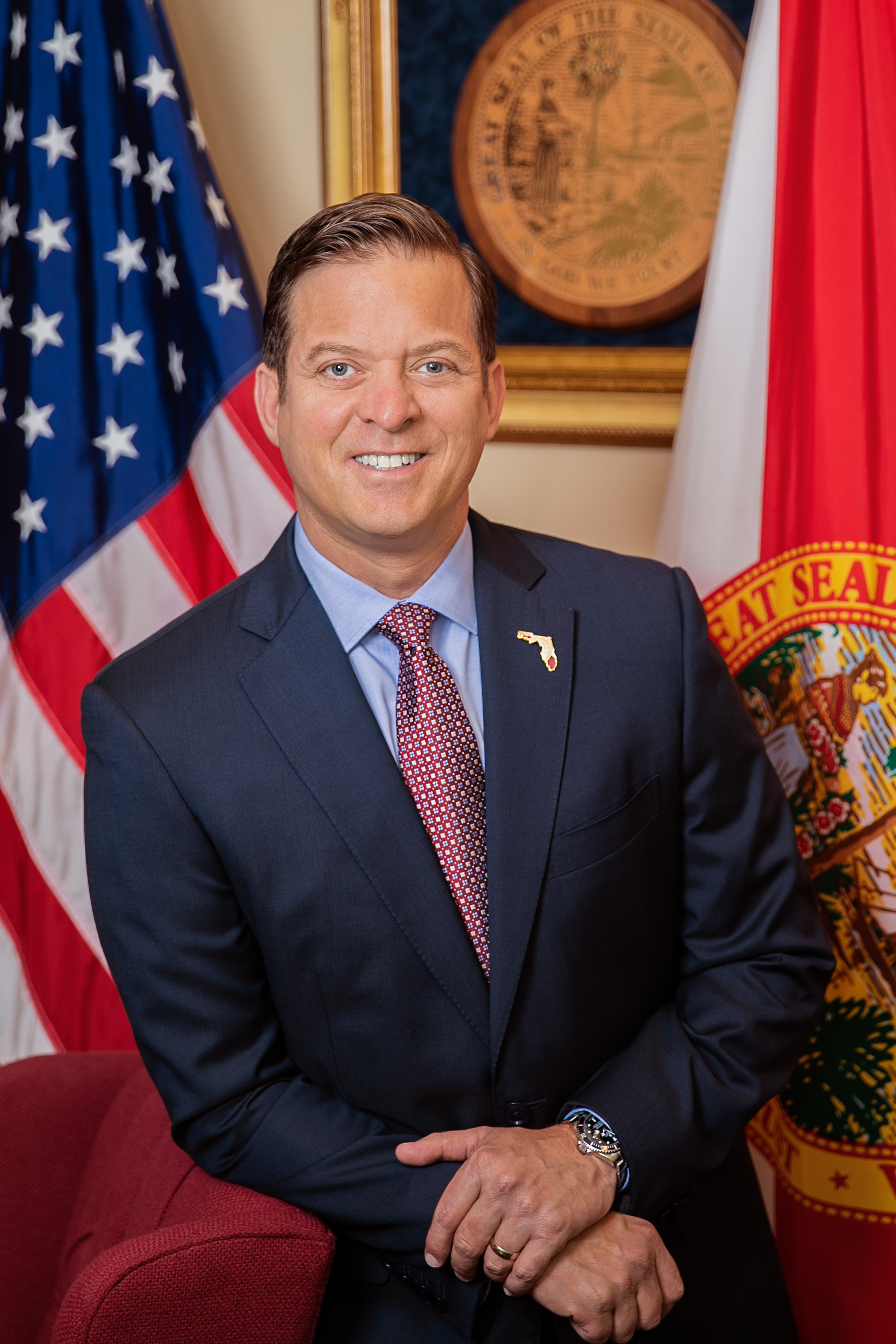
Carlos López-Cantera (2018)

Carlos López-Cantera (* 29. Dezember 1973 in Madrid) ist ein US-amerikanischer Politiker spanischer Abstammung. Er ist Mitglied der Republikanischen Partei und amtierte von März 2014 bis Januar 2019 als Vizegouverneur des Bundesstaats Florida. López-Cantera gehörte zuvor von 2005 bis 2013 dem Repräsentantenhaus von Florida an.

## Werdegang
López-Cantera wurde 1973 in der spanischen Hauptstadt Madrid geboren, während sich seine spanischstämmigen Eltern dort aufhielten. Kurze Zeit später kehrte die Familie nach Miami in den USA zurück, wo er eigentlich zur Welt kommen sollte. Nach dem Schulbesuch studierte Business Administration an der University of Miami, wo er 1996 einen Abschluss erwarb.
Erste politische Erfahrungen sammelte López-Cantera als Assistent im Justizausschuss des Staatssenat Floridas. Im November 2002 kandidierte der Republikaner López-Cantera erstmals vergeblich für ein Mandat im Repräsentantenhaus von Florida. Zwei Jahre später ließ er sich erneut aufstellen und wurde dieses Mal auch gewählt. Daraufhin konnte López-Cantera im Januar 2005 sein neues Mandat als Abgeordneter in der State Legislature antreten. Er gehörte dem Parlament nach mehreren Wiederwahlen bis Anfang 2013 an. Im Anschluss war er kurzzeitig als öffentlicher Gutachter für das Miami-Dade County tätig.
Nachdem 2013 die Vizegouverneurin von Florida, Jennifer Carroll, aufgrund von Korruptionsvorwürfen zurücktreten musste nominierte Gouverneur Rick Scott López-Cantera zum Nachfolger. Im Februar 2014 bestätigten beide Kammern der Legislative seine Ernennung zum Vizegouverneur für die verbleibenden elf Monate der Wahlperiode. Am 3. Februar 2014 legte er den Amtseid als Stellvertreter des Gouverneurs ab. Damit ist er der erste Latino in diesem Amt. Im Vorfeld der Gouverneurswahlen 2014 erklärte Gouverneur Scott, mit López-Cantera als Running Mate antreten zu wollen. Am 4. November 2014 konnte das republikanische Duo einen knappen Wahlsieg erringen. López-Cantera trat damit im Januar 2015 eine komplette Amtszeit von vier Jahren als Stellvertreter von Gouverneur Scott an.

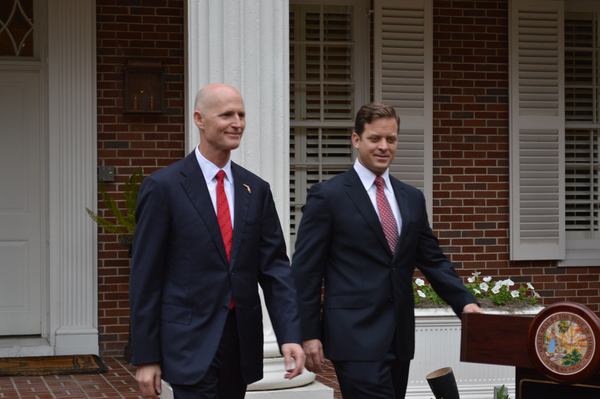
López-Cantera mit Gouverneur Scott (2014)

Im Sommer 2015 kündigte Lopez-Cantera an, sich 2016 für die republikanische Kandidatur um das frei werdende Mandat Marco Rubios im US-Senat bewerben zu wollen. Sein Parteikollege Marco Rubio strebte zunächst keine Wiederwahl an, um stattdessen für das Präsidentenamt zu kandidieren. Nach seinem Ausstieg aus dem Wahlkampf im März blieb Rubio zunächst bei seiner Haltung, entschied sich aber im Juni dann doch für eine Kandidatur. Infolgedessen zog López-Cantera seine Bewerbung zugunsten Rubios, mit dem er auch privat befreundet ist, wieder zurück.
Nachdem Gouverneur Scott zur Wahl 2018 nicht erneut antreten konnte und sich stattdessen erfolgreich um einen Sitz im US-Senat bewarb, wurde zunächst berichtet, López-Cantera solle am 3. Januar 2019 das Gouverneursamt für fünf Tage übernehmen. Hintergrund war, dass Scotts Legislaturperiode als Senator an diesem Tag offiziell beginnt, seine Amtszeit als Gouverneur jedoch erst am 7. Januar 2019 endet. Da er nicht beide Ämter gleichzeitig bekleiden kann und die Amtszeit des neu gewählten Gouverneurs Ron DeSantis erst am 8. Januar beginnt, solle López-Cantera das Gouverneursamt für diesen Zeitraum von fünf Tagen ausfüllen. Selbiges war bereits im Januar 1987 der Fall, als der scheidende Gouverneur Bob Graham in den Senat gewählt wurde und sein Vizegouverneur Wayne Mixson wenige Tage bis zum Ablauf der Amtsperiode überbrücken musste. Zwischen Dezember 1998 und Januar 1999 amtierte Buddy MacKay als Nachfolger für den verstorbenen Lawton Chiles ebenfalls für eine kurze Dauer als Gouverneur, während durch die vergangene Wahl schon ein Nachfolger bestimmt wurde. López-Cantera selbst hatte sich im Vorfeld der Wahl 2018 gegen eine mögliche Kandidatur um Scotts Nachfolge im Amt des Gouverneurs entschieden. Im Dezember 2018 gab Scott jedoch bekannt, er werde seine Vereidigung als Senator verschieben und damit seine Periode als Gouverneur regulär beenden.

## Privates
López-Cantera ist seit 2005 verheiratet und hat zwei Töchter.